# Sedentaat
Sedentaat is een geologische afzetting bestaande uit resten van planten en/of dieren die leefden op de plaats waar de afzetting gevormd werd. Er is dus sprake van autochtoon (gebiedseigen), onverspoeld materiaal. Sedentaten moeten niet verward worden met organogene sedimenten.